# Mahoux (Belgique)
Pour les articles homonymes, voir Mahoux.
Mahoux est un hameau belge de l'ancienne commune de Mesnil-Saint-Blaise, situé dans la commune de Houyet, en Région wallonne (province de Namur).